# Омолон (метеорит)
Омоло́н — железокаменный метеорит весом 250 000 граммов. Метеорит упал 16 мая 1981 года в 5 час. 10 мин. по местному времени в Магаданской области в бассейне реки Омоло́н. Был найден оленеводом Иваном Тынавьи. По сочетанию своих уникальных особенностей (история падения и находки, идеальная форма, состав метеорита), Омолон оказался одним из бесценных экспонатов в земных коллекциях космического вещества.

## Находка
В середине мая 1981 года оленевод Иван Тынавьи во время ночного дежурства услышал низкий гул и увидел какое-то тело, пролетевшее по небу. Иван запомнил направление, в котором, по его мнению, мог упасть метеорит. Через год, оказавшись в верхнем течении реки Омолон, Иван упорно обходил сопку за сопкой. Наконец он наткнулся на небольшую воронку, в центре которой увидел чёрную оплавленную глыбу. В передней части корка была потрескавшейся, и Иван взял с собой небольшой осколок метеорита. В 1986 году камень увидел главный ветеринар совхоза «Пареньский» С. В. Колбасенко. Иван рассказал ему, что это лишь кусок метеорита, который лежит неподалёку. После этого они вместе поднялись на сопку, где лежал метеорит, и откололи ещё кусок массой 6-8 кг.

## Экспедиция к месту падения
В конце 1989 года один из кусков попал в Дальневосточную комиссию по метеоритам, где был идентифицирован, как представитель редкого класса, метеоритов класса палласитов. В июле 1990 года на место падения метеорита была организована экспедиция под руководством кандидата геолого-минералогических наук сотрудника Музея геологии Дальневосточного отделения АН СССР Ю. А. Колясникова.
Вот что рассказывает об этом Ю. А. Колясников:
«Обследование показало, что само падение было удивительно удачным. Если бы метеорит врезался в болото или упал в тайгу, найти его там было бы почти невозможно. Удобным для „посадки“ были лишь полгектара мягкого водораздела, окруженного с двух сторон крупноглыбовыми развалинами (здесь бы метеорит разбился) или склонами, где он ушел бы в грунт и в течение года-двух был бы засыпан».
Как оказалось, Омолон имеет форму четырёхгранной пирамиды. Он летел остриём вперёд по пологой траектории. Это и позволило метеориту погасить скорость. При ударе о землю остриё метеорита оторвалось, что смягчило удар основного тела, которое легло на нижнюю грань.